# آنجلس، فیلیپین
آنجلس، فیلیپین (به لاتین: Angeles, Philippines) یک منطقهٔ مسکونی در فیلیپین است که در پامپانگا واقع شده‌است.

## خصوصیات
آنجلس ۹۰٫۰ متر بالاتر از سطح دریا واقع شده‌است.